# Полушник озёрный
Полу́шник озёрный (лат. Isoétes lacústris) — растение; вид рода Полушник (Isoetes) семейства Полушниковые (Isoetaceae).

## Биология

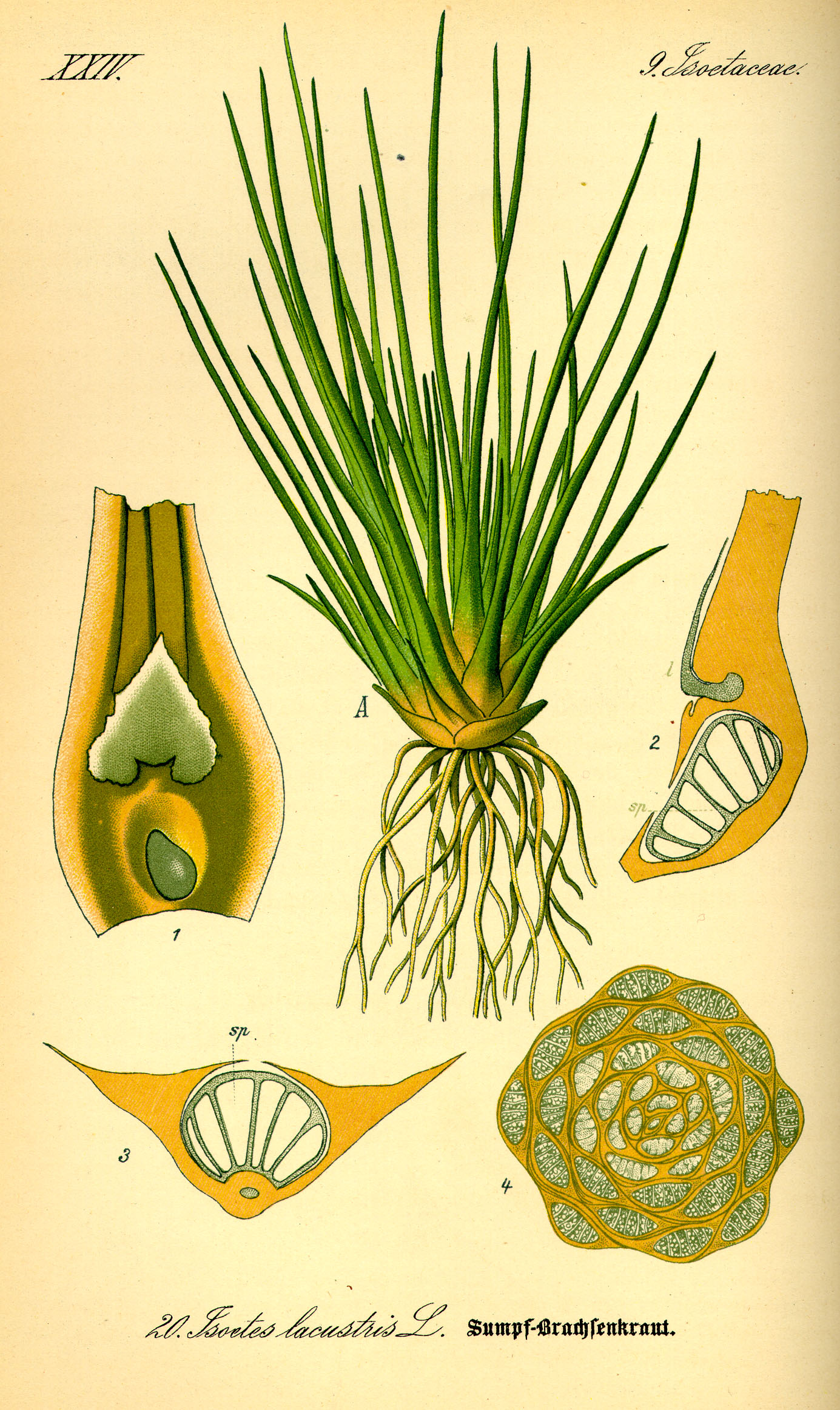
Полушник озёрный.

Водный укореняющийся розеточный травянистый многолетник. Произрастает зарослями или группами на песчаном или песчано-илистом грунте по дну олиготрофных озёр на глубине до 4 метров и более. Размножается спорами, отмечена апоспория. Весьма требователен к чистоте воды.

## Распространение
Ареал включает Северную Америку, Европу (Скандинавия, Центральная, Атлантическая и Восточная Европа) и немногочисленные изолированные популяции на Урале и в Западной Сибири.
В России встречается в Мурманской области, Карелии, Ленинградской, Псковской, Новгородской, Тверской, Ярославской, Ивановской, Московской (озеро Белое Бордуковское в Шатурском районе), Владимирской (у села Двоезеры Меленковского района), Рязанской (Светлое озеро), Нижегородской (озёра Святое-Дедовское, Святое-Степуринское, Большое Плотово и Малое Плотово), Свердловской (близ Екатеринбурга), Челябинской (в озёрах Кундравы и Тургояк. В начале XX века был отмечен на озере Маян и в окрестностях города Кыштыма) областях и в Алтайском крае (озеро Деринкуль). Относительно нередкий вид в северо-западных районах европейской части России, на остальной части ареала редок, места произрастания спорадически разбросаны на большой территории. Распространён также на Украине, в Белоруссии и в государствах Прибалтики.

## Лимитирующие факторы
Нарушение гидрологического режима озёр, их загрязнение бытовыми и промышленными стоками, вытаптывание мелководий скотом.

## Меры охраны
Вид находится под угрозой исчезновения. Занесён в Красную книгу России. Статус: 2 (V). Уязвимый вид.
Необходимы меры по ограничению рекреационной нагрузки на побережья озёр, где произрастает это растение, исследование состояния всех ранее известных популяций вида и создание особо охраняемых природных территорий в уязвимых местах его ареала.
В Челябинской области охраняется на территории памятника природы «Озеро Тургояк».

## Значение и применение
Полушник озёрный — биоиндикатор наиболее чистых вод, рекомендован для посадки в водоёмах, где разводят рыбу, используется для посадки в аквариумах.
По наблюдениям О. И. Семёнова-Тян-Шанского в Лапландском заповеднике все части растения поедаются европейским лосём (Alces alces Linnaeus).

## Ботаническая классификация

### Синонимы
По данным The Plant List на 2013 год, в синонимику вида входят:
- Isoetes macrospora Durieu
- Isoetes rossica Gand.